# Han Xiangzi

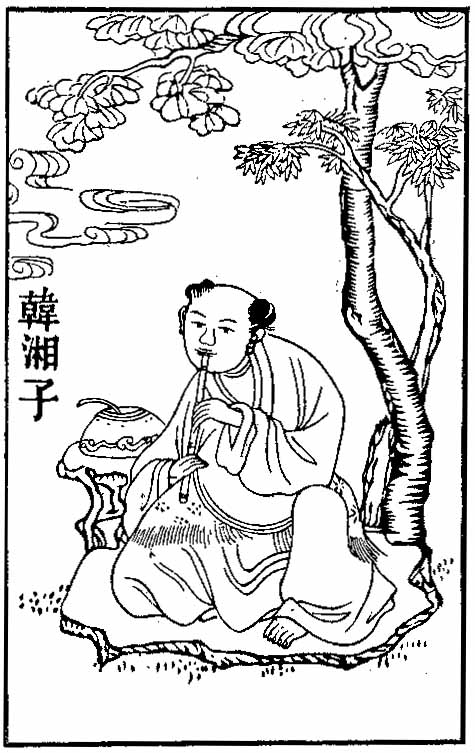
Han Xiangzi degli Otto Immortali.

Han Xiangzi (韓湘子 in pinyin: Hán Xiāng Zi) o Han Xiang Zi (in Wade-Giles: Han Hsiang Tzu), è uno degli Otto Immortali e nacque come Han Xiang durante la Dinastia Tang. Il suo nome di cortesia è Qingfu (清夫 Qīng Fū). È il patrono dei musicisti.
Incarna la giovinezza e sembra sia vissuto all'inizio del IX secolo. Si dice che fosse nipote di Han Yu, un importante uomo di Stato della corte Tang. Era l'allievo preferito del secondo Immortale, Lü Dongbin. Mentre si dedicava alla pesca insieme a Lü Dongbin, Han Xiangzi cadde da un albero e divenne Immortale. Era solito vagabondare in mezzo alla natura, incantando gli uccelli e perfino gli animali selvatici per mezzo del suo flauto. Aveva anche il potere di far crescere istantaneamente piante meravigliose in una semplice manciata di terra. Infine non aveva la minima idea del valore del denaro, e lo disperdeva.

## Rappresentazione
Han Xiangzi viene raffigurato mentre suona il flauto silvestre o il flauto traverso.